# Yuko Sakurai
Yuko Sakurai (Tokio, 27 november 1970) is een Japans kunstschilder. 
Yuko Sakurai is de dochter van de beeldhouwer Toshio Sakurai. Na haar opleiding tot Franse banketbakker, besloot Sakurai in 1998 om haar carrière voort te zetten als kunstenares. Haar werk kan gekarakteriseerd worden als minimalistisch, omdat ze vooral de nadruk legt op kleur en textuur. De voorzichtige en bewuste manier van werken die Sakurai zich eigen maakte tijdens haar werk als banketbakker is zichtbaar in haar schilderijen.
Sakurai begon haar carrière als assistent van de Nederlandse kunstenaar Rene Rietmeyer. Ook assisteerde zij doorgaans de Japanse kunsetnaars Tomoji Ogawa en Takashi Suzuki tijdens hun tentoonstellingsprojecten in Duitsland in 2000. 
Vanaf 2001 ontwikkelde Sakurai haar eigen handschrift. Na bestudering van de schilderijen van Robert Ryman en onder de indruk van het werk van landschapskunstenaar Hamish Fulton, begon Sakurai met het maken van series. Deze series bestaan vaak uit meerdere onderdelen en hebben veel reliëf. Haar schilderijen zijn expressies van emoties veroorzaakt door de ervaringen of herinneringen aan een landschap.
Sakurai is betrokken bij het internationale kunstplatform Personal Structures.
Sinds 1999 woont Sakurai afwisselend in Nederland en in Miami Beach in de Verenigde Staten.